# 十三人の合議制
十三人の合議制（じゅうさんにんのごうぎせい）は、源頼朝の死後、建久10年（1199年）4月に発足した鎌倉幕府の集団指導体制を指す歴史学上の用語である。正治2年（1200年）には解体した。嘉禄元年（1225年）に設置された評定衆の原型とされる。

## 概要
建久10年（1199年）正月13日に源頼朝が急逝すると、嫡子の源頼家は20日にわずか18歳で左中将に任じられ、26日には朝廷から諸国守護の宣旨が下り、第2代鎌倉殿として頼朝の地位を継承した。頼家は大江広元らの補佐を受けて政務を行うが、4月12日に頼家が訴訟を直接に裁断することが禁じられ、有力者13人の合議により決定されることになった。『吾妻鏡』には頼家が従来の慣例を無視して恣意的判断を行ったという挿話が並べられている。頼家を立てることで政治を主導しようとする頼朝側近（大江広元・中原親能・梶原景時）に対する他の有力御家人の不満・反発も要因としている。さらに4月1日に問注所が将軍御所外に移されているが、その記述の不自然さから、実は頼朝時代から恣意的判断が行われていた事実を『吾妻鏡』が曲筆していた可能性も指摘されている。

## 合議制の実態
十三人の合議制は、頼家が訴訟を「直に聴断」するのを停止し、北条時政ら宿老13人の合議により取り計らい、彼ら以外の訴訟の取次を認めないと定めたもので、通常は、就任早々頼朝の先例を覆す失政を重ねて御家人の信頼を失った頼家から親裁権を奪い、執権政治への第一歩になったと理解されてきた。だが、現実には頼家による親裁の事例が存在する上、この体制自体実態不明な部分も多い。そもそも、その伏線とされる『吾妻鏡』建久14年4月12日条にて「幕下将軍の御時定め置かるる事、改めらるるの始め」と評された後藤基清の讃岐守護職罷免は、朝廷での処分に対応した措置であり、続く同年3月23日の伊勢神宮領6箇所の地頭職停止にしても、祈祷目的や本所領家に配慮した地頭職の停止や寄進は頼朝時代から少なくはなく、失政とするには説得力に乏しい。
近年の研究では、この体制に将軍の独断を防ぐ機能を認めつつも、宿老の合議を経て頼家が最終判断を下す方式をとったもので、親裁自体を否定してはいないとされる。すなわち、内実は訴訟の取次を13人に限るという制度的な枠を作ったもので、直前の問注所開設と機能の拡大、頼家期から進んだ訴訟機構としての政所の整備、そして先述の宿老の役割を考えても、若い頼家の権力を補完する体制が整えられたものとすべきである。
頼家の親裁の例として、正治2年（1200年）の陸奥国新熊野社領の堺相論が知られる。『吾妻鏡』によれば、この訴訟において、頼家は係争地の絵図の中央に線を引き、「所の広狭は其の身の運否に任すべし。使節の暇を費し、地下に実検せしむるにあたはず。向後堺相論の事に於いては、此の如く御成敗あるべし。若し未塵の由を存ずるの族に於いては、其の相論を致すべからず」と述べたという。「暗君」を象徴する事例である。
だが、頼家が本当に暗君であったかは疑問が残り、『吾妻鏡』によれば同年8月には側近の僧・源性が陸奥国伊達郡の堺相論の実検に下向しており、実際には上記の方針が貫かれたわけではない。また、文書史料での頼家は、領家の主張に理を認め、尋問を経ずに地頭職を停止する一方、領主側の地頭停止要求に対し、地頭の陳状を踏まえ、地頭補任が頼朝の決定であること、地頭に不当な行為がないことを根拠に、その主張を非拠として却下するなど、それなりの判断は行なっている。
『吾妻鏡』建久10年8月10日条によれば、頼家は陸奥・出羽国の地頭の所務は、頼朝の決定の如く藤原氏時代の旧規を守るよう命じ、堺相論などの紛争を「非論」として抑制している。つまり、上記の陸奥国における堺相論は頼朝時代の定めを否定するに等しい「非論」に他ならなかった、ということになる。とすると、頼家の主眼はむしろ、代替わりに伴い増加した紛争や訴訟を抑えることや、頼朝時代の決定を遵守させることにあったのだと考えられる。
正治元年（1199年）に梶原景時が失脚、正治2年（1200年）に安達盛長と三浦義澄が病死したことで合議制は解体し、頼家政権も権力抗争の果てに崩壊することになる。

## 構成者一覧
| 出自             | 人名       | 生没年                                  | 役職                                 | 備考                                                                       |
| ---------------- | ---------- | --------------------------------------- | ------------------------------------ | -------------------------------------------------------------------------- |
| 北条氏           | 北条時政   | 保延4年（1138年） - 建保3年（1215年）   | 伊豆・駿河・遠江守護                 | 義時の父。頼家の外祖父。元久2年（1205年）に追放（牧氏事件）。              |
| 北条氏           | 北条義時   | 長寛元年（1163年） - 元仁元年（1224年） | 寝所警護衆（家子）                   | 時政の子。頼家の叔父。                                                     |
| その他有力御家人 | 比企能員   | ? - 建仁3年（1203年）                   | 信濃・上野守護                       | 頼朝の乳母（比企尼）の養子、頼家の乳母父・岳父。謀殺（比企能員の変）。     |
| その他有力御家人 | 和田義盛   | 久安3年（1147年） - 建暦3年（1213年）   | 侍所別当                             | 三浦義澄の甥。討死（和田合戦）。                                           |
| その他有力御家人 | 梶原景時   | 保延6年（1140年） - 正治2年（1200年）   | 侍所所司 → 侍所別当。播磨・美作守護  | 頼家の乳母（鹿野尼）の夫。正治元年（1199年）に失脚。討死（梶原景時の変）。 |
| その他有力御家人 | 足立遠元   | 1130年代前半? - 承元元年（1207年）以降  | 公文所寄人                           | 安達盛長の甥？                                                             |
| その他有力御家人 | 三浦義澄   | 大治2年（1127年） - 正治2年（1200年）   | 相模守護                             | 和田義盛の叔父。病死。                                                     |
| その他有力御家人 | 八田知家   | 1140年頃？ - 承久3年（1221年）以降      | 常陸守護                             | 頼朝の乳母（寒河尼）の弟。                                                 |
| その他有力御家人 | 安達盛長   | 保延元年（1135年） - 正治2年（1200年）  | 三河守護                             | 足立遠元の叔父？ 頼朝の乳母（比企尼）の娘婿。病死。                        |
| 京下り文官       | 大江広元   | 久安4年（1148年） - 嘉禄元年（1225年）  | 公文所別当 → 政所別当                | 公家出身。中原親能の弟。                                                   |
| 京下り文官       | 中原親能   | 康治2年（1143年） - 承元2年（1209年）   | 公文所寄人 → 政所公事奉行人 京都守護 | 公家出身。大江広元の兄。                                                   |
| 京下り文官       | 二階堂行政 | 1130年代後半? - ?                       | 公文所寄人 → 政所令別当 → 政所執事   | 公家出身。頼朝生母の従弟。                                                 |
| 京下り文官       | 三善康信   | 保延6年（1140年） - 承久3年（1221年）   | 問注所執事                           | 下級貴族出身。頼朝の乳母の甥。                                             |